# Плата за проезд
«Пла́та за прое́зд» — советский художественный фильм 1986 года, снятый режиссёром Вячеславом Сорокиным на киностудии «Ленфильм». Экранизация романа Ильи Штемлера «Таксопарк». Премьера состоялась 25 октября 1986 года.

## Сюжет
Сорокалетний таксист Олег Сергачёв придерживается принципа «Ни во что не вмешивайся, имей со всеми хорошие деловые отношения и делай деньги». Он имеет комфортное жилище и налаженные деловые связи с диспетчерами и механиками, что обеспечивает ему стабильный доход.
Ситуация меняется с приходом нового директора в таксопарк, который вместе с главным механиком инициирует борьбу со взятками, приписками и наличием «блатных» шофёров, подобных Сергачёву. В начале Олег негативно воспринимает эти изменения, однако постепенно начинает задумываться о своей жизни и изменяться под воздействием новой атмосферы.
Кульминацией сюжета становится трагическая гибель молодого таксиста Валерия Чернышёва в результате дорожной аварии. Валерий стал жертвой обстоятельств, вызванных действиями старых знакомых Сергачёва, которые халтурно отремонтировали его автомобиль, что привело к аварии. Перед этим, Валерий подвергся нападению в переулке. После его смерти Олег и другие таксисты осознают свою вину за случившееся.

## Над фильмом работали

### Съёмочная группа
- Автор сценария: Павел Финн
- Режиссёр-постановщик: Вячеслав Сорокин
- Оператор-постановщик: Юрий Воронцов
- Художник-постановщик: Владимир Банных
- Композитор: Эдуард Артемьев
- Звукооператор: Николай Астахов
- Режиссёр: Анатолий Дубинкин
- Операторы: Виктор Тупицын, А. Демчук
- Художники-декораторы: М. Гаврилов, Е. Стырикович
- Костюмы: Т. Ильина
- Гримёр: Ю. Храмцова
- Монтажёр: Изольда Головко
- Ассистенты монтажёра: Т. Иванова, М. Гунагина
- Режиссёрская группа: Н. Кострюков, М. Минмо, М. Околина
- Операторская группа: Г. Даллакян, Александр Быстряков
- Мастер света: А. Старостин
- Цветоустановщица: Л. Юдина
- Главный консультант: Г. Ивановский
- Редактор: Светлана Пономаренко
- Административная группа: Л. Разуваев, Ирина Опракундина, З. Шкода, А. Иванов
- Директор картины: Виктор Усов

### В ролях
- Владимир Князев — Сергачёв
- Антон Бычков — Чернышёв
- Галина Доля — Лена
- Виктор Цепаев — Вохта
- Юрий Кочергов — Тарутин
- Виктор Гоголев — Шкляр
- Владимир Варенцов — Ярцев
- Олег Летников — Трёшкин
- Владимир Литвинов — Мусатов
- Александр Ткачёнок — геолог
- Олег Фомин — «Кожаный»
- В эпизодах:
- Виктор Васин
- Дагмара Вавилова
- Игорь Добряков
- Виктор Доман
- М. Кострюкова
- П. Лазебный
- Ю. Марков
- Анатолий Матешов
- Н. Сорокина
- А. Фокин
- Ирина Цветкова
- Ваня Доррер

Съёмочная группа и актёрский состав указаны по книге-справочнику «Советские художественные фильмы. Аннотированный каталог (1986—1987)» (Госфильмофонд России, 2003).

## История создания
Фильм создавался на киностудии «Ленфильм» режиссёром Вячеславом Сорокиным на основе романа Ильи Штемлера «Таксопарк», опубликованного в 1980 году издательством «Молодая гвардия». В съёмках фильма принимали участие Владимир Князев, актриса Минского русского драматического театра Галина Доля, выпускник Государственного института театрального искусства Антон Бычков и курганский артист Виктор Цепаев. Съёмочный процесс завершился в августе 1986 года.

## Критика
Киновед Лидия Польская подробно проанализировала фильм в журнале «Спутник кинозрителя». Она считала, что авторы «технологического фильма», равно как и в романе, стараются представить зрителям некий усреднённый, типичный образ человека. связанного с тем механизмом, частицей которого он является. Польская отмечала: «…„Плата за проезд“ скорее пополнила ряды фильмов производственных, нежели открыла новый жанр фильма „технологического“. Посмотрев картину, мы можем сожалеть об упущенной возможности. Но должны радоваться встрече с полнокровным, неординарным героем».
Киновед Николай Савицкий в журнале «Советский экран» утверждал, что история таксиста Сергачёва, рассказанная в фильме, «внятно транспонирует тему нравственного самоопределения личности совсем в ином ключе по сравнению с рассказом о судьбе врача деревенской больницы Заостровцева [в фильме „Жил-был доктор…“]».
Кинокритик Ростислав Юренев в газете «Советская культура» отметил, что авторы фильма «не желают односторонних характеристик». По мнению Юренева, они показывают находчивость и человечность Сергачёва, отступая от сдержанной своей манеры.
Спустя несколько лет после премьеры фильма о нём продолжали помнить — так, в 2001 году кинокритик Дмитрий Савельев в своей биографической статье о Вячеславе Сорокине в семитомном издании «Новейшая история отечественного кино. 1986—2000» писал, что два последующих фильма «Плата за проезд» и «Соблазн» «не поставили под сомнение режиссёрский профессионализм Сорокина, его вкус к живой подробности, умение распорядиться деталью и вырастить вместе с актёром характер». В то же время Савельев считал, что сюжет о ловкаче-таксисте с разборками и элементами роуд-муви «лишён обаяния, присутствовавшего в его дебютном фильме „Жил был доктор…“».
Киновед Александр Фёдоров считал, что несмотря на повышенное доверие режиссёрским выбором, в некоторых сюжетных линиях картины чувствуется «излишний мелодраматизм». Он резюмировал, что фильм Вячеслава Сорокина рассчитан «не на любителей развлечений, а размышлений».